# Guerras civiles entre los conquistadores del Perú
Las guerras civiles entre los conquistadores del Perú eran los conflictos armados que surgieron entre los conquistadores españoles del Imperio incaico por la disputa de los territorios conquistados, así como por el control del poder político. Estas luchas se extendieron de 1537 a 1554, con intervalos de paz relativa. Su punto de partida fue la toma del Cuzco por parte de Diego de Almagro y su culminación ocurrió con el control de la última rebelión de encomenderos encabezada por Francisco Hernández Girón. Poco después, el virrey Andrés Hurtado de Mendoza, inició la pacificación definitiva del Perú. 
Las dos primeras fases se pueden resumir como una disputa entre los bandos de Almagro y Pizarro, estos últimos alineados finalmente en torno al representante de la Corona, el visitador Cristóbal Vaca de Castro. Mientras que las dos fases siguientes se definen claramente como la rebelión de los encomenderos en contra de la Corona española, motivada por algunas leyes u ordenanzas que iban contra sus intereses: en el caso de la rebelión de Gonzalo Pizarro, por la supresión de las encomiendas hereditarias, y en el caso de la de Francisco Hernández Girón, por la supresión del trabajo personal de los nativos, entre otras razones. 
La Corona española finalmente impuso su autoridad, estableciendo que el Perú sería un Virreinato del Imperio español. 

## Causas principales
- La disputa entre los conquistadores españoles por la repartición del Imperio incaico. La raíz de todo ello estuvo en la Capitulación de Toledo, ajustada entre Francisco Pizarro y la Corona española, en la que el primero logró muchos privilegios y mercedes, en desmedro del resto de sus socios, Diego de Almagro y Hernando de Luque. A ello se suma que era práctica común de Pizarro disponer a su antojo del botín, lo que ahondó más las diferencias con su socio Almagro, que se vio marginado en el reparto de las riquezas. Diferencias que los partidarios de cada uno harían suyas y que con el correr del tiempo y de la conquista, se irían ahondando hasta volverse irreconciliables. Particularmente se incubó un odio feroz y mutuo entre Almagro y Hernando Pizarro, hermano de Francisco. Quedaron así definidos dos bandos, los almagristas y los pizarristas, acusándose mutuamente de traición y de no respetar los compromisos. Hay que recalcar que el otro de los socios de la conquista, el sacerdote Luque, no intervino en estas disputas pues murió a poco de haber empezado la conquista.
- La intervención de la Corona española para fortalecer su presencia en los nuevos territorios nombrando nuevas autoridades y reglamentando dispositivos legales como las famosas Leyes Nuevas. Una de estas leyes disponía la supresión de las encomiendas hereditarias, cuyos titulares, los encomenderos, protestaron enérgicamente, al ver que sus descendientes no gozarían de lo que ellos habían ganado. Otra ley que fue muy impopular entre los encomenderos fue la supresión del trabajo personal de los nativos.
- Los conquistadores percibían que, a pesar de sus sacrificios para conquistar los reinos del Perú, el rey de España quería imponer otras autoridades, arrebatarles sus tierras e indios para repartirlas entre sus allegados y gozar así de los beneficios de la conquista, logrados con tanto esfuerzo por los conquistadores. Naturalmente, vieron todo ello como una tremenda injusticia y por eso no dudaron en alzarse en armas.

## Antecedentes

Gobernaciones de Nueva Castilla y Nueva Toledo. La disputa por la ciudad del Cuzco fue la chispa que originó la guerras civiles entre los conquistadores del Perú.

Luego de ser ejecutado Atahualpa en Cajamarca, representantes de varias naciones andinas se reunieron con los conquistadores españoles y su líder Francisco Pizarro para ofrecerles su alianza contra los incas. Fue así que marcharon al Cuzco, la capital del imperio, durante ese viaje, Manco Inca (uno de los hijos de Huayna Cápac) se unió a la comitiva de Pizarro y, con su ayuda, derrotó al ejército de Quizquiz que controlaban la ciudad, logrando que el 15 de noviembre de 1533 se produjera el ingreso de las huestes hispanas.
Tomada el Cuzco por Pizarro, dio comienzo al desarrollo del asentamiento español en el área dominada. La Capitulación de Toledo, firmada el 26 de julio de 1529, sentó las bases jurisdiccionales de los territorios conquistados por Pizarro y Almagro. En ella se establecía dos gobernaciones: para Pizarro la Gobernación de Nueva Castilla, que comenzaba en el norte en el pueblo de Teninpulla o Santiago en la boca del río homónimo (al norte del actual Ecuador, en la provincia de Esmeraldas) y se extendía hasta el pueblo de Chincha 257 leguas hacia el sur (se creía que la extensión de territorio estaba cerca de las 200 originalmente). El 21 de mayo de 1534 mediante una Real Cédula el rey concede a Almagro, la Gobernación de Nueva Toledo, que se extendía inmediatamente al sur de la Nueva Castilla, extendiéndose en 200 leguas hacia el sur. Otra Real Cédula del 4 de mayo amplió oficialmente la gobernación de Nueva Castilla de Pizarro a las 270 leguas, llegando a Ica.
En teoría, no debía haber problemas en determinar exactamente donde terminaba la Nueva Castilla y donde comenzaba la Nueva Toledo, pero estalló entonces la controversia: mientras Almagro sostenía que las mediciones de las 270 leguas de la Nueva Castilla debía hacerse siguiendo las sinuosidades de las costas, con sus golfos y caletas, en cambio Pizarro sostenía que debía hacerse siguiendo la línea del meridiano. De acuerdo a la tesis de Almagro, la gobernación de Nueva Castilla terminaba al norte de Lima, y de acuerdo a la de Pizarro, terminaba al sur del Cuzco. Consultada la Corona española, esta daría la razón a Pizarro, pero su resolución llegaría muy tarde.
Convencido de su tesis, Almagro se dispuso a ocupar Cuzco en 1535, alentado por sus partidarios. La guerra civil habría estallado entonces, de no ser que el astuto Pizarro convenciera a su socio a que marchara a la conquista de Chile, situada al sur de su gobernación, pues decíase que era una tierra donde abundaban los metales preciosos y donde hallaría, presumiblemente, un segundo Cuzco. Almagro emprendió entonces la expedición a Chile, partiendo del Cuzco el 3 de julio de 1535. El viaje por Chile fue duro y penoso, no encontrando nada de valor, a pesar de haber llegado hasta la altura del actual Valparaíso. En su mayor parte era un territorio desértico, poblado de indios belicosos. Esta expedición duró alrededor de dos años, y terminó en 1537, con el retorno de Almagro y los restos de sus tropas, que descansaron en Arequipa, antes de marchar hacia el Cuzco.

## Guerra entre Francisco Pizarro y Diego de Almagro

### La captura del Cuzco por Almagro

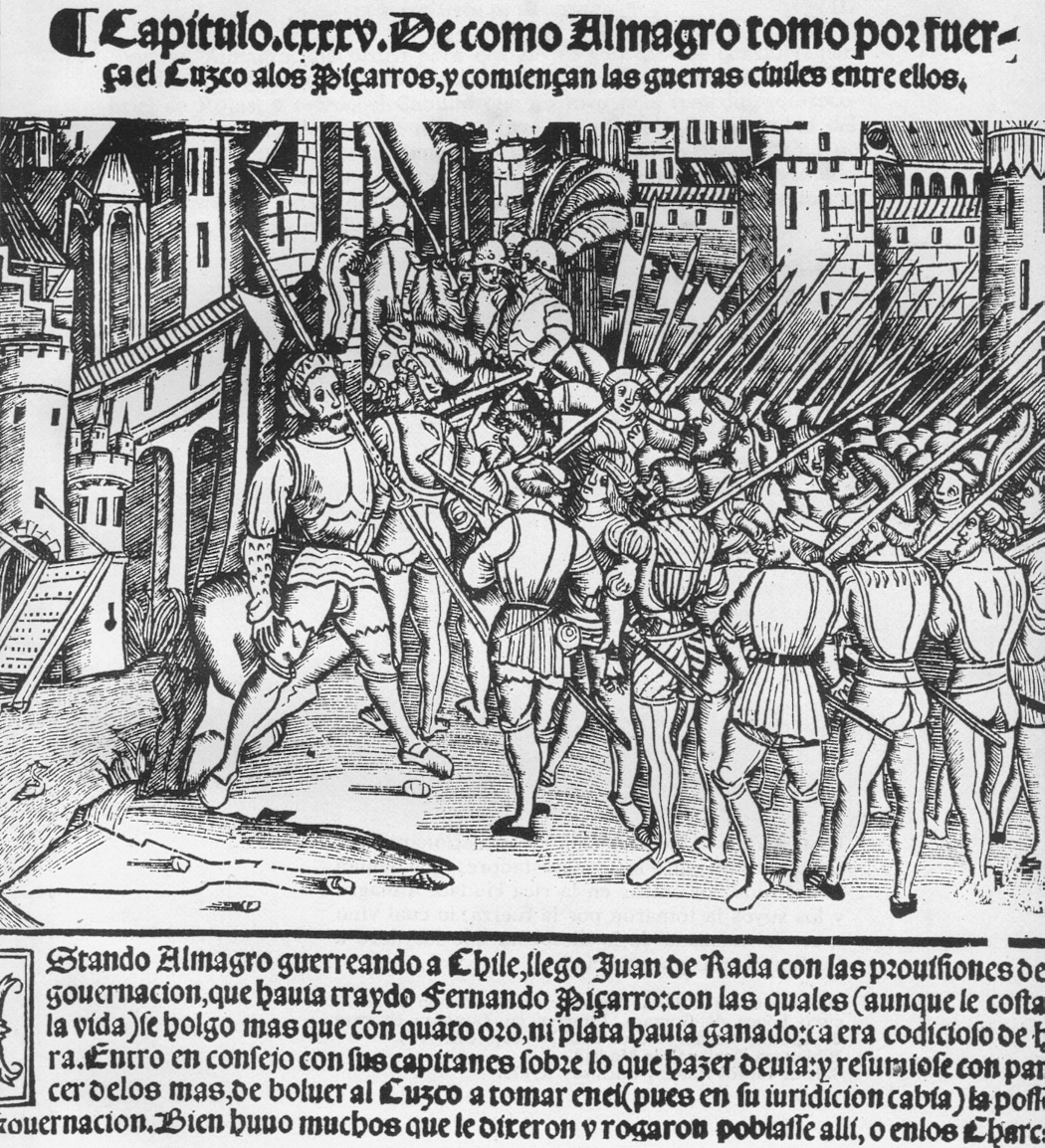
Grabado del libro "Historia General de las Indias" de Francisco López de Gómara (1554) "Almagro en el Cuzco".

De vuelta en el Perú, Almagro se enteró del levantamiento de Manco Inca en el Cuzco. Por un lado, desalentado por los resultados de su viaje a Chile, y por otro, creyendo que estaba dentro de su gobernación, decidió tomar la ciudad. Y lo hizo en los precisos momentos en que los hermanos Hernando y Gonzalo Pizarro acababan de disolver el cerco incaico. Era el 8 de abril de 1537, Almagro apresó a los hermanos de Pizarro y se proclamó gobernador del Cuzco. 
El gobernador de Nueva Castilla, Francisco Pizarro, se encontraba en la Ciudad de los Reyes, donde acababa de repeler el ataque de las tropas incaicas de Quizu Yupanqui. Al estar cortadas las comunicaciones con el interior, Pizarro ignoraba sobre los sucesos que en esos momentos ocurrían en el Cuzco, esto es, la finalización del cerco de la ciudad por Manco Inca, y la llegada de Almagro después su fracasada expedición a Chile. Creyendo que aún continuaba el cerco incaico, envió a Alonso de Alvarado con 500 soldados españoles, con la misión de pacificar toda la región y apoyar a los españoles que aún estuvieran defendiéndose en el Cuzco. 

### Expedición auxiliadora de Alonso de Alvarado
Ignorando lo que ocurría en el Cuzco, Alvarado salió de Jauja con su ejército y continuó su marcha hacia la ciudad imperial, llegando a las cercanías de Abancay. Instaló su campamento en Cochacaxas, cerca al puente sobre el río Abancay y envió una avanzada al mando de Pedro de Lerma para que averiguara sobre la situación del Cuzco. Por intermedio de un fugitivo español se supo de la ocupación del Cuzco por Almagro y la prisión de Hernando y Gonzalo Pizarro. Esto causó gran consternación entre la gente de Alvarado; la mayoría pidió volver a la costa, pues temían a los almagristas. Pero Alvarado se negó. 
Por su parte, Almagro intentó negociar con su rival. Envió dos mensajeros a Alvarado (Diego de Alvarado y Gómez de Alvarado, parientes cercanos del mismo) para avisarle de que no avanzara más en el territorio de su gobernación; le pidió además que se le uniera en su disputa con los Pizarro. Alonso de Alvarado rechazó de mal modo el ofrecimiento; apresó incluso a los mensajeros y respondió que no negociaría nada con Almagro hasta no recibir expresa orden del gobernador Francisco Pizarro, quien era su superior y el único a quien debía lealtad.
Alvarado confiaba en el poderío de sus tropas, pues eran en número similar a las de Almagro, pero ignoraba que en el seno de su ejército ya se había incubado la deserción. Pedro de Lerma se puso en tratos secretos con los almagristas, a quienes ofreció pasarse con 50 soldados bajo su mando. Se cree que lo hizo en venganza por haber sido suplantado por Alvarado en el mando de la expedición.
Almagro quiso seguir negociando con Alvarado, pues no quería desatar la guerra con los hombres de Pizarro, pero presionado por los suyos, salió del Cuzco con 500 soldados y se dirigió al encuentro de Alonso de Alvarado. Llegado a la cercanía del puente de Abancay, una avanzada suya, comandada por Francisco de Chaves, sorprendió y apresó a Pedro Álvarez Holguín y a un grupo de soldados de Alvarado que iban descuidados. Fue el preludio de la victoria almagrista.
Mientras tanto, en su campamento de Cochacaxas, Alvarado se enteraba de la traición de Pedro de Lerma, ordenando su captura. Pero ya era tarde: Lerma logró escapar y pasarse al campo almagrista, junto con otros soldados. Esta deserción sería decisiva para el resultado de la batalla, ya que Lerma descubrió a los almagristas los puntos más favorables para atacar a Alvarado.
Alvarado desplegó sus tropas para resistir a los almagristas: situó delante del puente a un contingente bajo el mando de Gómez de Tordoya; en un vado cercano colocó a Juan Pérez de Guevara y en otro más arriba a Sebastián Garcilaso de la Vega, con sus respectivas tropas, mientras que él quedó con un cuerpo de reserva, para acudir en auxilio en el momento necesario.

### Batalla de Abancay
Rodrigo Orgóñez, lugarteniente de Almagro, planeó sorprender a las fuerzas de Alvarado. Contaba con el valiosísimo apoyo de 10.000 soldados incaicos comandados por Paullu Inca (a quien Almagro proclamó Sapa Inca en una ceremonia especial).
En la madrugada del 12 de julio de 1537, aún bajo la oscuridad, Orgóñez atravesó con su caballería el vado principal del río; la corriente era muy rápida y algunos de sus hombres murieron ahogados. Él mismo recibió una pedrada en la boca al saltar a la orilla opuesta, pero no se desanimó, y alentando a los suyos, arrolló con furia a la gente de Juan Pérez de Guevara que defendía aquel lado. Pronto, los partidarios de Lerma se unieron a los almagristas, según lo acordado, y entonces los hombres de Alvarado, no pudiendo distinguir a los amigos de los adversarios, se vieron en confusión total.
Alertado del ataque, Alvarado se apresuró a ir en auxilio de los suyos. Almagro aprovechó entonces la ocasión para asaltar el puente que defendía Gómez de Tordoya, cuyos soldados se dispersaron sin oponer resistencia seria. Enseguida, Almagro cayó sobre la retaguardia de Alvarado, quedando éste acorralado.
Aunque Alvarado trató de alentar a los suyos, fue en vano pues unos huyeron y otros se rindieron; él mismo intentó huir, pero fue alcanzado y apresado. Orgóñez quiso decapitarlo pero Almagro se opuso. Alvarado permaneció prisionero en el Cuzco.
El encuentro fue breve. Los vencedores festejaron ruidosamente el triunfo que tan pocas vidas les había costado: de los pizarristas murieron 3 o 4, mientras que los almagristas tuvieron similar número de bajas, gente que se ahogó en el cruce del Abancay. Rara vez en los anales de la historia militar se vio un triunfo donde un ejército tomase prisionero a otro de similar número.

### Fundación de Chincha y negociaciones con Pizarro
Una vez que ocupó el Cuzco, Almagro, aconsejado por algunos partidarios, se fijó en Ciudad de los Reyes, la ciudad que Pizarro fundó para que sea la capital de su gobernación. Llevando preso a Hernando Pizarro, Almagro salió del Cuzco y bajó a la costa, con rumbo hacia Lima, aunque cometió el error de dejar a Gonzalo Pizarro y a Alonso de Alvarado, quienes no tardaron en escaparse de la prisión.
En su trayecto hacia Lima por la costa del sur, Almagro fundó la Villa de Almagro, en el valle de Chincha, a fines de agosto de 1537, con la intención de convertirla en la capital de su Gobernación de Nueva Toledo. Posteriormente, esa capital sería trasladada más al sur, a Sangallán, en la provincia de Pisco, actual región de Ica. En medio de los festejos de la fundación, Almagro se enteró de la huida de Gonzalo y de Alonso de Alvarado; entonces pensó seriamente en ejecutar a Hernando Pizarro, tal como lo venía aconsejando su lugarteniente Rodrigo Orgóñez, pero no lo hizo pues por entonces le llegaron unas cartas de Francisco Pizarro, invitándolo a solucionar pacíficamente el conflicto, lo cual aceptó. Ambos gobernadores se sometieron al arbitraje del fraile mercedario Francisco de Bobadilla y se encontraron en el pueblo de Mala (sur de Lima), el 13 de noviembre de 1537. Se armó una discusión que terminó en un altercado; finalmente, temiendo un atentado, Almagro montó su caballo y regresó a Chincha. Bobadilla quedó entonces en libertad de dictar su fallo en el litigio en ausencia de una de las partes, pero antes encargó hacer las mediciones correspondientes a unos pilotos de mar, luego de las cuales quedó convencido de que los pizarristas tenían la razón: que el Cuzco no pertenecía a la jurisdicción de Almagro. Por ende, falló ordenando el cese de hostilidades y obligando a Almagro abandonar el Cuzco y liberar a Hernando.
Dicho fallo enfureció a los almagristas, quienes exigieron su jefe que decapitara a Hernando. Pero entonces intervino Francisco Pizarro, quien, al ver que el fallo le era enteramente favorable y que no contentaría jamás a Almagro, astutamente sugirió acordar una tregua, aceptando que Diego de Almagro siguiera siendo gobernador del Cuzco hasta la llegada de un emisario del rey Carlos I de España, quien ventilaría definitivamente el asunto; a cambio de esta concesión, suplicó a Almagro que dejara en libertad a su hermano Hernando, comprometiéndose enviarlo a España antes de cumplirse seis semanas. Creyendo de buena fe las promesas de su viejo socio de la conquista, Diego de Almagro aceptó y soltó a Hernando, lo que constituyó un grave error que le costaría la vida.

### El retorno del conflicto
En efecto, Francisco Pizarro, antes de retornar a Ciudad de los Reyes, en vez de ordenar a Hernando viajar a España, lo mandó de retorno al Cuzco, con el pretexto de someter a las fuerzas rebeldes de Manco Inca. En realidad iba con el propósito de recapturar el Cuzco de manos de los almagristas. Comandando una nutrida tropa de soldados leales a los Pizarro, Hernando avanzó a marchas forzadas subiendo hacia la sierra. Almagro comprendió entonces que no le quedaba otra salida sino la guerra, y enrumbó también a la sierra, para defender lo que consideraba de su propiedad; como se hallaba muy enfermo (posiblemente de sífilis), dejó la dirección de la campaña a su lugarteniente Rodrigo Orgóñez, nombrado mariscal. Este ordenó a sus hombres que se hicieran fuertes en los pasos del Huaytará (actual departamento de Huancavelica), una sierra alta y áspera donde con pocos efectivos era factible impedir el avance de los pizarristas. Sin embargo, los almagristas descuidaron la defensa, y Hernando logró mediante un rodeo ganar el otro lado de la sierra. Apenado por tal revés, Almagro y sus tropas enrumbaron a marchas forzadas hacia el Cuzco, para defenderla del avance pizarrista. 
Sin embargo, los hermanos Pizarro no se dirigieron de inmediato al Cuzco, sino que bajaron al valle de Ica, a fin de reabastecer y reanimar a sus tropas, muy afectadas por la altura. Francisco Pizarro, cuya edad ya no le permitía bregar en una campaña militar tan exigente, se retiró a Ciudad de los Reyes, dejando en sus hermanos Hernando y Gonzalo la conducción de la guerra. Una vez listo, Hernando Pizarro reemprendió la marcha hacia el Cuzco: tomó la ruta por Lucanas y Aymaraes, y sin mayor contratiempo, arribó a las cercanías del Cuzco, en abril de 1538. Unos días antes Almagro había entrado en la ciudad, preparando su defensa.

### Batalla de las Salinas y muerte de Diego de Almagro

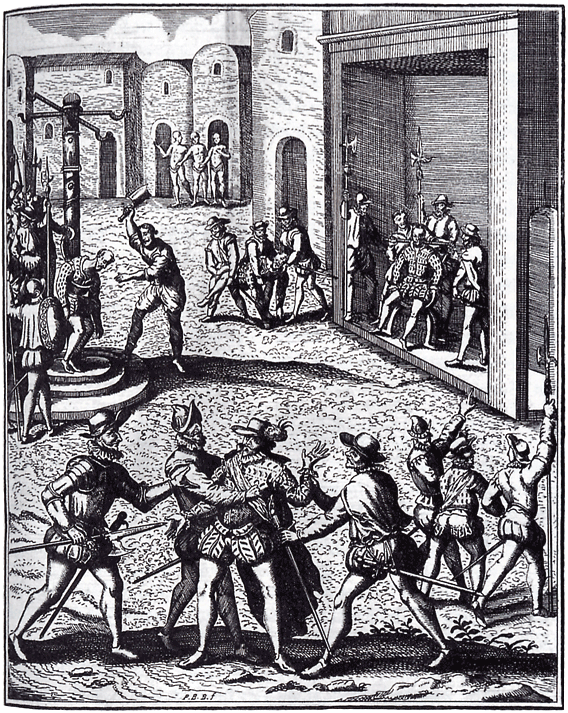
Captura y muerte de Diego de Almagro. Obra idealizada de Theodor de Bry.

Ambos ejércitos se encontraron a 5 km al sur del Cuzco, el 6 de abril de 1538, en un lugar conocido como Cachipampa o la “pampa de las Salinas” por hallarse allí una fuente de agua salada que los lugareños dejaban decantar para obtener sal. Se libró la primera gran batalla de las guerras civiles: la batalla de las Salinas.
Luego de una misa y un discurso de aliento a sus tropas de parte de Hernando Pizarro, empezó la batalla. Gonzalo, encabezando a la infantería pizarrista, cruzó el riachuelo que dividía el campo, sin contratiempos, pues no era muy profundo, pero al llegar al pantano, sufrió el fuego de los cañones de los almagristas. A duras penas Gonzalo y Pedro de Valdivia evitaron el desbande de sus tropas y al fin pudieron sacarlas a terreno firme. De inmediato sus arcabuceros se apoderaron de una pequeña altura, desde donde dispararon contra las posiciones almagristas, causando serios estragos en la infantería y molestando considerablemente a la caballería que protegía sus flancos. Con las “pelotas de alambre” destruyeron buena parte de las largas picas de los infantes almagristas, con lo que el poderío de estos quedó seriamente reducido.
Entretanto, Hernando reunió a sus escuadrones en una sola fila y a cubierto del fuego de sus arcabuceros atravesó el riachuelo, luego el pantano, y cargó con ferocidad sobre el enemigo. Orgóñez reunió también a sus escuadrones en un solo cuerpo y a todo galope salió al encuentro de Hernando.
El choque fue terrible. Desde lo alto de los cerros y lomas circunvecinos miles de indígenas espectaron el combate. Según la costumbre de la época, los soldados españoles se alentaban mutuamente con gritos de guerra que reafirmaban sus adhesiones partidarias: “El rey y Pizarro” y “El rey y Almagro”.
Rodrigo Orgóñez y otros capitanes almagristas como Pedro de Lerma lucharon valientemente. Orgóñez y Lerma intentaron encontrarse con Hernando Pizarro para ajustar cuentas personales; el primero no lo encontró, y el segundo apenas tuvo un breve lance con Hernando, siendo herido gravemente en una pierna. Orgóñez continuó recorriendo el campo, alentando a los últimos almagristas que resistían, hasta que fue rodeado por varios pizarristas. Optó por rendirse, entregando su espada al adversario que se hallaba más cerca, pero este le dio de improviso una puñalada en el corazón, y así falleció, en pleno campo de batalla. Lerma, por su parte, se retiró del campo gravemente herido y poco después sería asesinado en su lecho.
Muerto Orgóñez, la confusión aumentó entre sus soldados. Su infantería, ya no pudiendo sufrir el fuego de los arcabuces enemigos, se desbandó. Desde lo alto de un cerro, ya viejo y muy enfermo, Diego de Almagro contempló la derrota y la huida de sus soldados; luego se subió a una mula y se dirigió a la fortaleza de Sacsayhuamán, subiéndose y ocultándose en uno de sus torreones. Alonso de Alvarado salió en su busca; lo encontró y lo tomó prisionero, salvándole de la agresión de los soldados que querían hacer justicia con sus manos.
La acción duró casi dos horas. En cuanto a las bajas, los datos varían en las fuentes o crónicas. Pedro Cieza de León afirmó que murieron 9 pizarristas y 120 almagristas. En todo caso, no debieron superar en conjunto las 150 bajas. Hecho prisionero, Almagro fue avergonzado por Hernando y no pudo apelar ante el rey. Almagro, sintiéndose perdido entonces, suplicó por su vida, a lo cual respondió Hernando Pizarro diciendo:

Sois caballero y tenéis un nombre ilustre; no mostréis flaqueza; me maravillo de que un hombre de vuestro ánimo tema tanto a la muerte. Confesaos, porque vuestra muerte no tiene remedio.

Almagro sería luego procesado sumariamente y condenado a muerte por decapitación; pero como la sentencia provocó protestas en el Cuzco, Hernando ordenó que fuera ahorcado en su celda. Su cadáver fue sacado a la plaza y degollado, cumpliéndose así la sentencia (8 de julio de 1538). Malgarida, su fiel sirvienta negra, tomó el cadáver de su amo y, en su condición de benefactor de la orden mercedaria, lo enterró en la Iglesia de la Merced de esa ciudad.
Se afirma que todo esto se hizo a espaldas de Francisco Pizarro, quien enterado de la victoria de su partidarios, había salido de la Ciudad de los Reyes rumbo al Cuzco, pero llegó cuando ya había sido ejecutado su viejo amigo y socio, sufriendo entonces una fuerte depresión, embargado tal vez de un sentimiento de culpa de no haber acudido a tiempo a salvarlo.

### Viaje de Hernando Pizarro a España para defender la causa pizarrista
Un prominente almagrista, Diego de Alvarado, viajó a España con el propósito de entablar una querella judicial contra los Pizarro por la muerte de Almagro. Francisco Pizarro envió entonces a su hermano Hernando para que defendiera su causa y logró el nombramiento de Cristóbal Vaca de Castro para que sirviera de árbitro entre los dos partidos.
Estando en España, Alvarado comprobó lo difícil que era conseguir testigos para que declararan contra Hernando, por el temor que inspiraba este personaje y sus hermanos, pues tenían gran influencia en la corte. Alvarado llegó incluso a retar a duelo a Hernando, para poner fin de una vez al tedioso proceso, pero antes de que se realizara dicho duelo, resultó muerto misteriosamente, esparciéndose el rumor de que había sido envenenado.
No obstante, el proceso contra Hernando se hallaba ya encaminado y este fue acusado de estar presuntamente implicado en la muerte de Alvarado, así como por la muerte de Almagro. Hernando fue encarcelado primero en el Real Alcázar de Madrid y luego en el Castillo de La Mota (en Medina del Campo, provincia de Valladolid), en donde permaneció durante 20 años, hasta 1561.

### Asesinato de Francisco Pizarro a manos de los almagristas

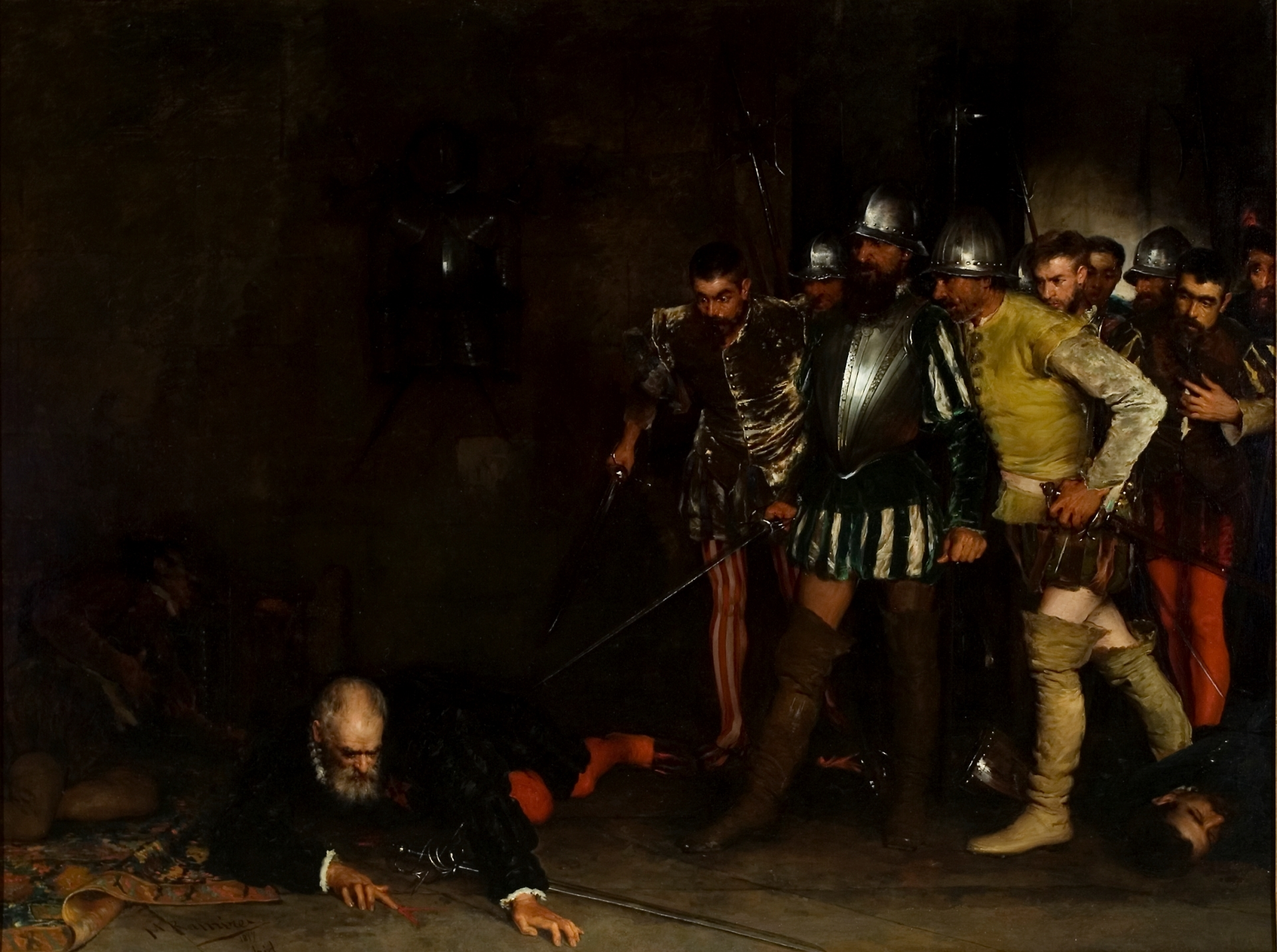
La muerte de Francisco Pizarro, óleo de Manuel Ramírez (Museo del Prado)

Diego de Almagro tuvo un hijo del mismo nombre, con una nativa panameña, al que se conocía como "El Mozo", de cuya tutoría se encargó el viejo capitán almagrista Juan de Rada. Ambos se trasladaron a Lima, siguiéndoles el resto de los almagristas que habían quedado sumidos en la pobreza por obra de los pizarristas. Fueron conocidos como los “Caballeros de la Capa”, pues se decía que a tal punto llegaba su pobreza que tenían que compartir una sola capa. Estos almagristas se cansaron de esperar al juez que la Corona había prometido enviar para dirimir en la disputa entre los conquistadores, y juraron entonces hacer justicia con sus manos vengando la muerte de Almagro. 
La mañana del domingo 26 de junio de 1541, enterado de que su vida corría peligro, Francisco Pizarro no salió a la misa dominical de la Catedral y la oyó en su casa. Luego de la misa, los almagristas lo buscaron en la catedral, y después cruzaron la plaza en dirección al palacio del Marqués Gobernador gritando: "Viva el Rey, muera el tirano". Pizarro, quien se encontraba almorzando con un grupo de amigos, logró ser advertido con poco tiempo de que el grupo estaba a las puertas de su residencia, por lo que dejó el comedor y pasó a armarse a su dormitorio. Cuando regresó al comedor, sus invitados ya habían huido y solo quedaban su medio hermano, Francisco Martín de Alcántara, Gómez de Luna y los pajes Tordoya y Vargas.
Encabezados por Rada, asaltaron el Palacio y dieron muerte a Francisco Pizarro, de una estocada en el cuello, aunque esto no lo ultimó por completo: se sabe que el almagrista Martin de Bilbao lo acabó de un jarronazo en la cabeza. Cabe señalar que "el Mozo" no participó personalmente en este atentado, pues Rada no quiso que sufriera riesgos.

"El Marqués de haber recibido muchas heridas, sin mostrar flaqueza ni falta de ánimo, cayó muerto en tierra; nombrando a Cristo, nuestro Dios... no fue casado, tuvo, en señoras de este reino, tres hijos y una hija; cuando murió había sesenta y tres años e dos meses"
Pedro Cieza de León

## Guerra entre Almagro el Mozo y Cristóbal Vaca de Castro

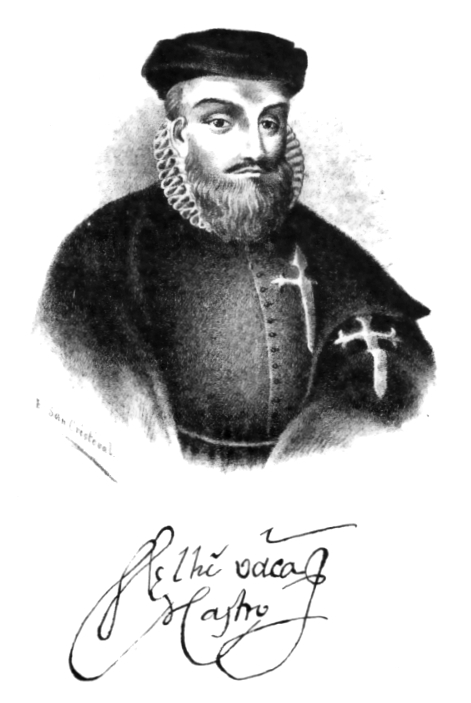
Cristóbal Vaca de Castro y su rúbrica, gobernador español del Perú entre 1542 y 1544. Galería de los Gobernadores y Virreyes del Perú (Obra publicada en Lima, a fines del). Biblioteca Nacional del Perú.

### Medidas y acciones de Almagro el Mozo
Muerto Francisco Pizarro, los almagristas nombraron a Diego de Almagro el Mozo como gobernador del Perú y se levantaron contra la autoridad del enviado del rey de España, Cristóbal Vaca de Castro, que llegaba por entonces en calidad de juez comisionado y gobernador del Perú. Este personaje demoró su arribo al Perú y para fines de 1541 se hallaba todavía en Quito. Enterados de la inminente llegada del representante real, se sublevaron Pedro Álvarez Holguín en el Cuzco, y Alonso de Alvarado en Chachapoyas, sumándose ambos al bando realista.
Ante tal panorama, Almagro el Mozo y los suyos abandonaron Lima y se adentraron a la sierra para contener a Pedro Álvarez Holguín y organizar la resistencia contra Vaca de Castro. Con ellos iba Juan de Rada como Capitán General, pero este se enfermó en Huarochirí, siendo entonces reemplazado por García de Alvarado y Cristóbal de Sotelo. 
Los almagristas continuaron su marcha y llegaron a Jauja. Desde allí Almagro el Mozo envió a García de Alvarado en búsqueda de Pedro Álvarez Holguín, para impedir que bajara a la costa y se uniera con Alonso de Alvarado. Pero García de Alvarado fracasó en la misión, al escabullírsele dicho jefe realista. Almagro lo destituyó entonces, proclamándose él mismo como único Capitán General, y nombrando a la vez como Maese de Campo a Cristóbal de Sotelo. Esto enfureció a García de Alvarado, quien esperó la oportunidad de vengarse. Por entonces falleció Juan de Rada, lo que significó un rudo golpe para el bando almagrista, pues hasta entonces había sido el verdadero conductor y cerebro del grupo.
Los almagristas pasaron luego a Huamanga, donde fabricaron cañones, labor que dirigió el artillero Pedro de Candía. Hicieron también contactos con Manco Inca, para buscar su alianza. Reemprendieron luego la marcha hacia el sur y arribaron finalmente al Cuzco, donde Almagro fue recibido apoteósicamente, confirmándosele como Gobernador del Perú.
Mientras tanto, Vaca de Castro llegaba al Perú, pasando por Piura y Trujillo; en Huaraz se le unieron Alonso de Alvarado y Pedro Álvarez Holguín con sus respectivas fuerzas. Luego ingresó a la ciudad de Lima, el 7 de agosto de 1542, donde sin embargo, estuvo poco tiempo. Se trasladó a Jauja, donde se habían reunido todas las fuerzas leales al Rey, que sumaban unos 500 hombres. Entre ellos se contaban como los más fervorosos militantes los pizarristas, que deseaban vengar al marqués Francisco Pizarro. Ante todos ellos, Vaca de Castro se proclamó Gobernador del Perú y Capitán General del Ejército Realista.
De otro lado, en el Cuzco, Almagro el Mozo tuvo que enfrentar las disensiones entre sus mismos oficiales. García de Alvarado mató a Cristóbal de Sotelo en venganza por viejas rencillas; a su vez, García de Alvarado, quien planeaba asesinar a Almagro el Mozo y pasarse al bando realista con todo su ejército, fue asesinado por el mismo Almagro.

### Movimientos preliminares
Vaca de Castro inició una lenta marcha rumbo a Huamanga. Almagro el Mozo no quiso esperarlo en el Cuzco y partió con su ejército a su encuentro; en el trayecto recibió constantemente informaciones de los movimientos enemigos, por intermedio de los chasquis de Manco Inca. Este obsequió a Almagro numerosas corazas y armamentos españoles que guardaba como trofeos de su sublevación.
Reforzado así y con buen ánimo, Almagro el Mozo continuó su marcha ordenadamente. A inicios de septiembre de 1542 arribó a Vilcashuamán (actual región Ayacucho), donde se hizo fuerte. Al campo real llegó la noticia falsa de que Almagro salía de Vilcashuamán, lo que alarmó a Vaca de Castro, quien apresuró la entrada a Huamanga, desplegando su ejército y artillería para defenderla. Pero los almagristas no se movieron de la urbe. Mientras tanto, los soldados de Manco Inca atacaban a los rezagados del ejército real mediante la táctica de guerrillas. Fueron contenidos por los guerreros chachapoyas y a los mitmas de Huamanga, valiosos aliados indígenas del bando realista.
Por entonces hubo correspondencia entre Almagro el Mozo y Vaca de Castro fechada en Vilcashuamán, el 4 de septiembre de 1542, por la cual el primero exigía que se le reconociera la gobernación de Nueva Toledo, a la que tenía derecho por herencia de su padre. Vaca de Castro rechazó tal exigencia. No obstante, el Mozo estuvo dispuesto a continuar las negociaciones, hasta que decidió suspenderlas al enterarse de que el visitador realizaba otras conversaciones paralelas con oficiales almagristas para empujarlos a la traición. Esto molestó tanto a Almagro, quien al fin quedó convencido de que no tenía otra opción sino las armas. 
El 13 de septiembre de 1542, Almagro el Mozo y sus tropas abandonaron Vilcashuamán. Al día siguiente llegaron a Pomacochas, donde descansaron. Luego pasaron a Sacabamba donde pasaron la noche.
Mientras tanto, Vaca de Castro, viendo que el terreno quebrado que rodeaba a Huamanga era desfavorable para su caballería, trasladó a sus fuerzas hacia Chupas, al sur de la ciudad. Era esta una inmensa pampa y lomas, alta y verde, rodeada de colinas, a cuya izquierda podía verse un pantano.
Al amanecer del día 16 de septiembre ambos ejércitos pudieron al fin divisarse. Sorprendido, Almagro envió chasquis a Manco Inca solicitándole urgentemente la presencia de sus guerreros, pero ya era tarde. Como última opción, Almagro intentó dar un rodeo para avanzar hacia Huamanga, pero dicha maniobra ya no era posible. Se hizo fuerte en las lomas que dominaban la llanura de Chupas y esperó.

### Batalla de Chupas

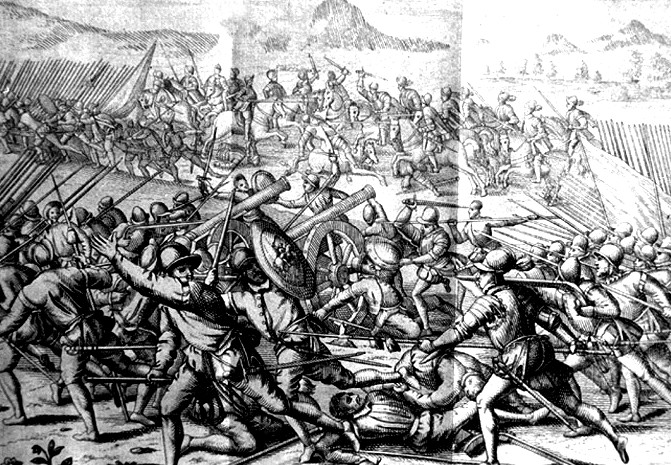
Escena de la batalla de Chupas. Grabado de la "Descripción de las Indias" de Antonio de Herrera. Amberes, 1728.

Atardecía y apenas faltaban dos horas para oscurecer, cuando se inició la lucha. Almagro contaba con la ventaja de que el terreno que dominaba era favorable para la acción de su poderosa artillería, apostada en una colina; estaba convencido de que esta arma le daría la victoria.
En efecto, cuando los realistas avanzaron en línea recta hacía las posiciones almagristas, empezaron a tronar los cañones rivales, amenazando con despedazarlos. Francisco de Carvajal, viendo que su gente se precipitaba a una muerte segura, los condujo por otro camino, dando un rodeo por una loma que los cubría del fuego enemigo; pero cuando salieron a campo raso, a la mira de los cañones almagristas, estos no les hicieron daño pues sus disparos fueron por encima.
Almagro sospechó entonces que su capitán de artilleros Pedro de Candía se había vendido al enemigo, y que por ello hacía intencionadamente disparos muy elevados; furioso, se arrojó contra aquel y lo mató a lanzazos. Luego él mismo acomodó uno de los cañones e hizo fuego, barriendo a una columna realista.
La infantería realista se vio entonces imposibilitada de avanzar, a riesgo de ser aniquilada. Carvajal quiso adelantar los cuatro falconetes con que contaba su ejército para oponerlos a la poderosa artillería almagrista. Pero se abandonó ese plan, pues dilataba mucho las acciones y se prefirió llamar en auxilio a la caballería, la cual era más numerosa que la de los almagristas.
La caballería realista cargó entonces con furor contra las posiciones almagristas. Almagro cometió entonces el error de abandonar su aventajada posición, ordenando a su gente a responder la carga enemiga saliendo a combatir a campo abierto; ello implicaba dejar de usar los cañones para no causar daños a los suyos. Esa decisión cambio el curso de la acción pues hasta entonces la victoria parecía sonreír a los almagristas.
El encuentro fue terrible. Lo que hacía más feroz la lucha era el hecho que esta decidía quienes serían los amos del Perú y de sus riquezas, y los derrotados inevitablemente terminarían sino muertos en el campo, ajusticiados. Los leales al Rey gritaban: “¡Viva el Rey y Vaca de Castro!” y los rebeldes almagristas voceaban: “¡Viva el Rey y Almagro!”.
Simultáneamente, los arcabuceros de ambos bandos sostenían un vivo fuego. La infantería realista empezó a flaquear, pero Carvajal alentó a sus hombres quitándose la armadura, diciendo que siendo él tan gordo, no temía al fuego enemigo a pesar de ser un blanco muy fácil. Luego se puso a la cabeza de sus tropas y arremetió contra los artilleros de Almagro, logrando tomar el control de sus poderosos cañones. Cabe destacar aquí que fue el ejemplo de valor y audacia de Carvajal (el famoso “Demonio de los Andes”, quien más tarde tendría un papel protagónico durante la rebelión de los encomenderos) el que alentó a los soldados realistas a continuar la lucha, decidiendo así el resultado de ésta.
La batalla campal se prolongó hasta entrada la noche. Pedro Álvarez Holguín, que comandaba el ala izquierda realista, murió de dos arcabuzazos en el pecho, no bien iniciado el encuentro. Sin embargo los realistas contuvieron por dicho lado a los almagristas. No ocurrió así en el ala derecha donde Alonso de Alvarado fue perdiendo terreno, atacado por el mismo Almagro el Mozo. Vaca de Castro, que había permanecido en la retaguardia con un contingente de caballeros, fue entonces en auxilio de su subordinado, lo que dio un nuevo giro a la lucha. Pese a sus esfuerzos, Almagro no pudo detener el desbande de sus tropas; eran ya las 9 de la noche cuando se declaraba la victoria realista y la derrota total de los almagristas.
La lucha había sido muy carnicera pues de los más de 1300 soldados españoles que intervinieron murieron por lo menos unos 500, aunque los datos tienden a variar según los cronistas. Lo notorio de esta batalla fue que el número de muertos del bando real fue mayor al del bando almagrista; entre ellos se contaba el ya mencionado Pedro Álvarez Holguín. Igualmente, Gómez de Tordoya, quien portaba el estandarte real, fue herido gravemente de tres arcabuzazos y falleció dos días después. La represión de los pizarristas (que militaban en el bando real) llegó a ser igualmente sangrienta, por el odio que tenían hacia los almagristas.
Después de la batalla, los fugitivos y heridos almagristas se dispersaron en diferentes direcciones, donde se asentaron y dejaron descendencia. Los restos, cayeron a manos de los indígenas lugareños, quienes los mataron y saquearon sin compasión; los heridos fueron dejados desnudos, a la intemperie, donde terminaron por morir congelados por el frío de la noche. Algunos pocos almagristas que lograron fugar se refugiaron en las montañas de Vilcabamba, siendo acogidos por Manco Inca.
Almagro el Mozo pretendió asilarse con los Incas de Vilcabamba, pero fue capturado y trasladado al Cuzco.

### Prisión y muerte de Almagro el Mozo
Almagro junto con Diego Méndez fueron llevados encadenados al Cuzco y Vaca de Castro los visitó en la celda para increparles la locura de su rebeldía. Almagro le respondió que no se había alzado contra el Rey sino que defendía lo que legalmente le correspondía.
Encerrado en un cubículo, Almagro planeó escaparse donde Manco Inca. Empezó por sobornar carceleros y, por medio de un paje, a adquirir caballos, pero descubierta su trama lo pasaron a la casa de Gabriel de Rojas. Allí se le procesó y se le condenó a muerte. Apeló al Rey la sentencia o en su defecto a la Audiencia de Panamá, pero se le denegó el derecho.
Después de confesado y comulgado, Almagro el Mozo marchó al patíbulo con serenidad, mientras alguien pregonaba que iba a la muerte por traidor. Ya en el cadalso pidió como última gracia ser enterrado junto a su padre, lo que se aceptó.

27 de noviembre. Terminando con la derrota de los almagristas, Vaca de Castro ordena la ejecución de Almagro el Mozo en la Plaza del Cusco, donde fue ejecutado su padre.
Carlos Huerta, en: Cronología de la Conquista de los Reinos del Perú (1524 - 1572) [Lima, 2013]

Almagro no quiso dejarse poner el pañuelo a los ojos, pero se los cubrieron por la fuerza. Fue degollado en el mismo lugar donde cortaron la cabeza a su padre y su cadáver fue expuesto a la vergüenza pública. Tenía apenas 20 años de edad. Se le enterró en la Iglesia de la Merced del Cuzco, debajo del altar mayor y al lado de la sepultura de su padre. Años después dicho lugar acogería el cuerpo de un tercer degollado por traición: Gonzalo Pizarro.

## La Rebelión de Encomenderos

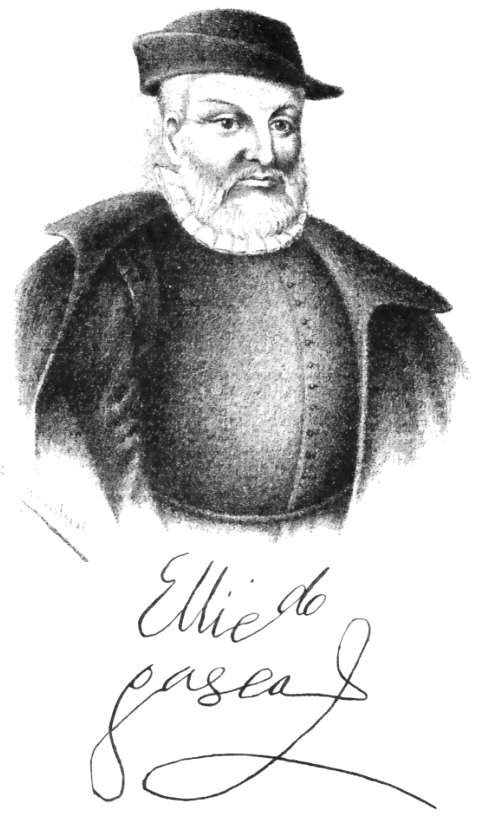
Pedro de la Gasca y su rúbrica, gobernador español del Perú entre 1546 y 1550. Galería de los Gobernadores y Virreyes del Perú (Obra publicada en Lima, a fines del). Biblioteca Nacional del Perú.

En 1542 el emperador Carlos I promulgó las Leyes Nuevas, ideadas por Bartolomé de las Casas en un esfuerzo por proteger a los indígenas; dichas leyes establecían la supresión de las encomiendas hereditarias y de todo trabajo forzado de los indios. Se creó también el Virreinato del Perú y la Real Audiencia de Lima. Fue elegido como primer virrey del Perú Blasco Núñez Vela y como personal de la Audiencia limeña 4 oidores: Diego Vázquez de Cepeda, Juan Álvarez, Pedro Ortiz de Zárate y Juan Lissón de Tejada. 
Núñez de Vela llegó al Perú con la disposición de hacer cumplir las Leyes Nuevas. Los encomenderos protestaron indignados y organizaron una rebelión, eligiendo como líder a Gonzalo Pizarro, por entonces rico encomendero en Charcas (actual Sucre, en Bolivia).

### La “Gran Rebelión”
Gonzalo marchó al Cuzco, donde fue magníficamente recibido y proclamado procurador general del Perú para protestar las Leyes Nuevas ante el virrey y si fuese necesario, ante el propio emperador Carlos V (abril de 1544).
En Lima, el virrey Núñez Vela se hizo odioso por sus arbitrariedades, llegando al extremo de asesinar con sus propias manos a un prominente vecino de la ciudad, el factor Illán Suárez de Carbajal. Los oidores de la Audiencia, en su afán de ganar popularidad, se inclinaron a defender los derechos de los encomenderos: tomaron prisionero al Virrey (18 de septiembre de 1544) y lo embarcaron, de vuelta a España.
Gonzalo Pizarro entró triunfalmente en Lima el 28 de octubre de 1544, al frente de 1200 soldados. Los oidores, entre jubilosos y temerosos, lo recibieron por Gobernador del Perú. Gonzalo respondió nombrando sus tenientes de gobernador: Alonso de Toro en el Cuzco; Francisco de Almendras en Charcas; Pedro de Fuentes en Arequipa; Hernando de Alvarado en Trujillo; Jerónimo de Villegas en Piura, y Gonzalo Díaz de Pineda en Quito. La rebelión contra la Corona española ya era un hecho.

### Batalla de Iñaquito

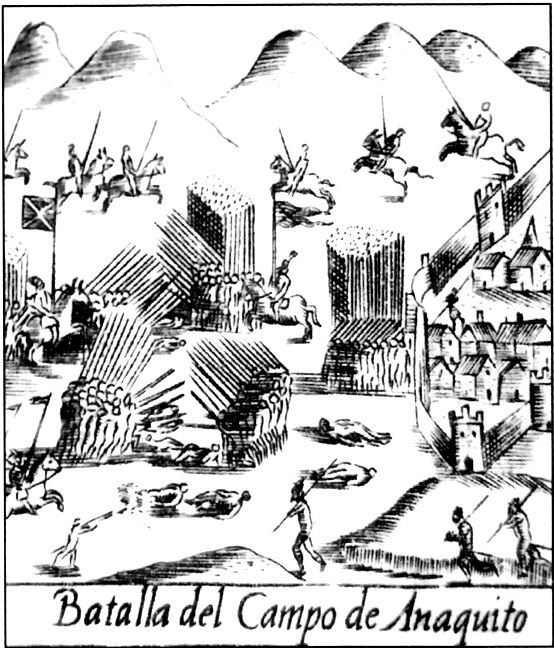
Batalla de Iñaquito y muerte del virrey Blasco Núñez Vela.

Gonzalo Pizarro gozó del apoyo popular, sus hombres lo llamaban el Gran Gonzalo y a su alzamiento, la "Gran Rebelión". Mientras tanto, el Virrey logró escapar y desembarcar en Tumbes, dirigiéndose a Quito, donde formó un nuevo ejército y se dirigió hacia el sur; ocupó San Miguel de Piura y llegó hasta Motupe, pero al dudar del poderío de sus fuerzas, decidió evitar el encuentro con los gonzalistas y volvió a marchas forzadas a Quito.
Por su parte, Gonzalo salió de Lima y marchó hacia Trujillo, en busca de las fuerzas del Virrey, pero éstas ya habían emprendido la retirada. Entonces continuó hacia Quito donde se enteró de que el Virrey había avanzado más al norte, hasta Popayán. Al fin, luego de una serie de movimientos, ambas fuerzas se encontraron en las cercanías de Quito. Se trabó la Batalla de Iñaquito, el 18 de enero de 1546, que fue muy sangrienta y culminó con la derrota del Virrey, quien fue hecho prisionero y decapitado en pleno campo de batalla. Su cabeza fue expuesta en la picota, en la plaza principal de Quito.

### Batalla de Pocona

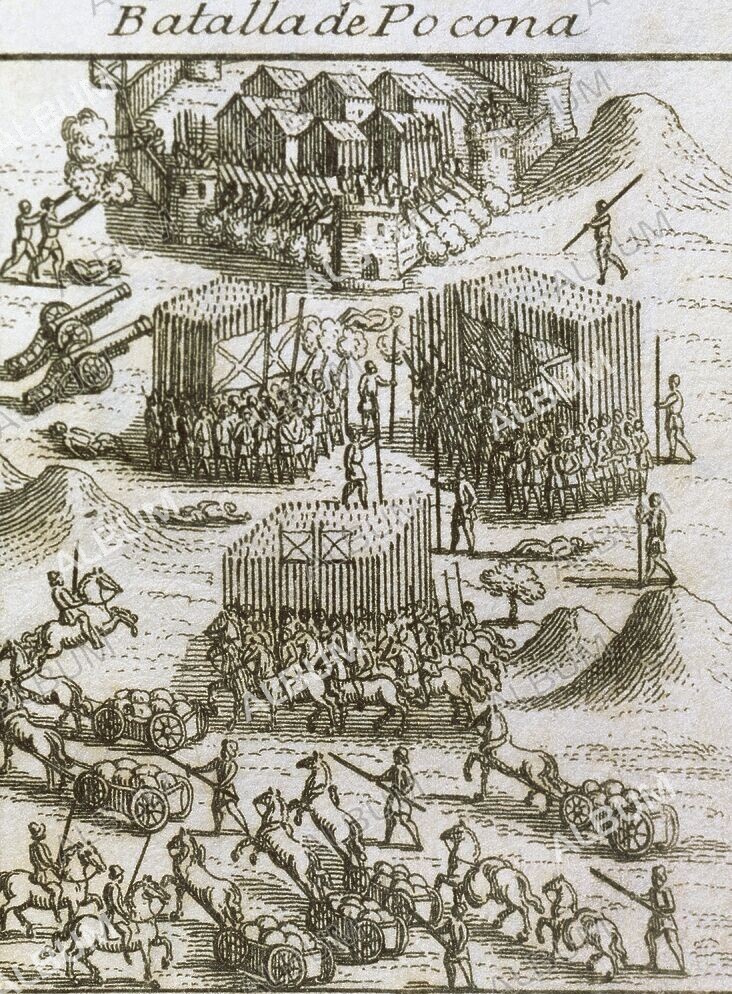
La batalla de Pocona ocurrió en agosto de 1546 en el Alto Perú.

Francisco de Carvajal, apodado el «Demonio de los Andes» por sus rápidos y estratégicos movimientos militares, aplicó un ardid para tomar el pueblo de Pocona. Logró ocuparlo gracias a una maniobra envolvente, utilizando una marcha en triángulo, lo que le permitió llegar al pueblo al atardecer y tomarlo casi sin resistencia.
Tras la victoria, Carvajal marchó hacia La Plata, donde tomó el control de las instituciones gubernamentales, reemplazó a las autoridades locales, y se apropió de cuantiosas riquezas procedentes de las recién descubiertas minas de Potosí. Se estima que acumuló más de 70 000 pesos en plata fundida.
La brutalidad de Carvajal en Charcas provocó una conspiración para asesinarlo, encabezada por Luis Perdomo y Alonso de Camargo. El plan fue descubierto, y los conjurados fueron castigados con extrema severidad: Camargo fue descuartizado, otros seis u siete ejecutados, y Perdomo murió devorado por fieras mientras huía.
En paralelo, el 18 de enero de 1546 se libraba la batalla de Añaquito en el norte del Perú, donde Gonzalo Pizarro venció al virrey Blasco Núñez Vela. Carvajal se dirigió luego a Lima, llevando consigo tesoros valorados en más de un millón cuatrocientos mil pesos. Aunque Pizarro condenó públicamente sus excesos, lo recibió con honores como a un gran capitán.

### Batalla de Huarina

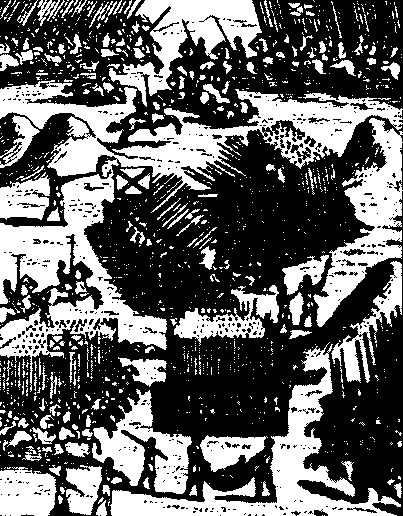
Batalla de Huarina.

Mientras tanto, en el sur del Virreinato del Perú, el capitán Diego Centeno, leal a la Corona española, al enterarse de la muerte del Virrey, se levantó en armas contra Gonzalo en La Plata, y reagrupó fuerzas. Pero Francisco de Carvajal, el lugarteniente de Pizarro, lo puso en fuga, sin llegar a trabar batalla.
Centeno se rehízo pronto en Charcas y formó un poderoso ejército de 1000 soldados, por lo que Gonzalo Pizarro tuvo que salir de Lima para ir personalmente a combatirlo, pasando por Arequipa y llegando al altiplano. Ambos ejércitos se encontraron frente a frente en las Huarinas, cerca del lago Titicaca, librándose la Batalla de Huarina, el 20 de octubre de 1547. Al principio, parecía que Centeno obtenía la victoria, pues su caballería arrolló a los gonzalistas, pero estos reaccionaron y pese a ser numéricamente inferiores lograron el triunfo, en gran parte debido a su arcabucería, implementada y dirigida por Carvajal. Centeno, que contempló la batalla desde lejos, enfermo y en litera, se dio a la fuga.

### Batalla de Jaquijahuana

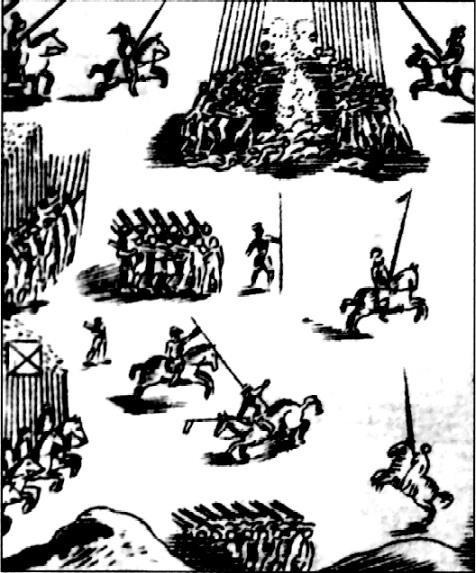
Batalla de Jaquijahuana (9 de abril de 1548). Grabado de la “Décadas” de Antonio de Herrera.

Gonzalo Pizarro se convirtió en líder absoluto del Perú, y no faltaron quienes le aconsejaron de independizarse de la Corona española y que formara un reino aparte, enlazándose con una princesa incaica. Gonzalo no se dejó seducir por estos consejos, pues esperaba reconciliarse con la Corona y ser reconocido como Gobernador, en virtud de ser hermano de Francisco Pizarro, el conquistador del Perú. Pero por desgracia para él, ello no ocurrió.
Enterados de la rebelión en España, el rey nombró al sacerdote Pedro de la Gasca presidente de la Real Audiencia de Lima y Pacificador del Perú, con poderes extraordinarios. La Gasca partió hacia América, sin más armas que su Biblia y cédulas reales en blanco para castigar y recompensar según el caso; portaba también el decreto real del 20 de octubre de 1545, por el que se suprimía el capítulo 30 de las Leyes Nuevas, donde se prohibía la encomienda hereditaria, con el fin de convencer a los encomenderos de que cesaran la revuelta, a cambio del perdón real.
Cuando La Gasca llegó a Panamá el 13 de agosto de 1546, se enteró de la muerte del virrey. De inmediato, comenzó a ganarse a los partidarios de Gonzalo. El primero a quien logró convencer fue al almirante Pedro de Hinojosa, jefe de la escuadra rebelde, de modo que este se pasó con toda su flota al bando real, lo que constituyó un rudo golpe para el bando gonzalista. Sumados a otros capitanes y soldados que se les unieron en el camino, partieron todos hacia el Perú; era ya todo un ejército de leales a la corona.
La Gasca desembarcó en Tumbes, luego siguió hacia el sur, pasando por Trujillo, Huaylas y Jauja, donde se enteró de la derrota de Huarina. Siguió a Huamanga y Andahuaylas, y se aproximó al Cuzco. Tenía ya un numeroso ejército de 700 arcabuceros, 500 piqueros y 400 jinetes. 

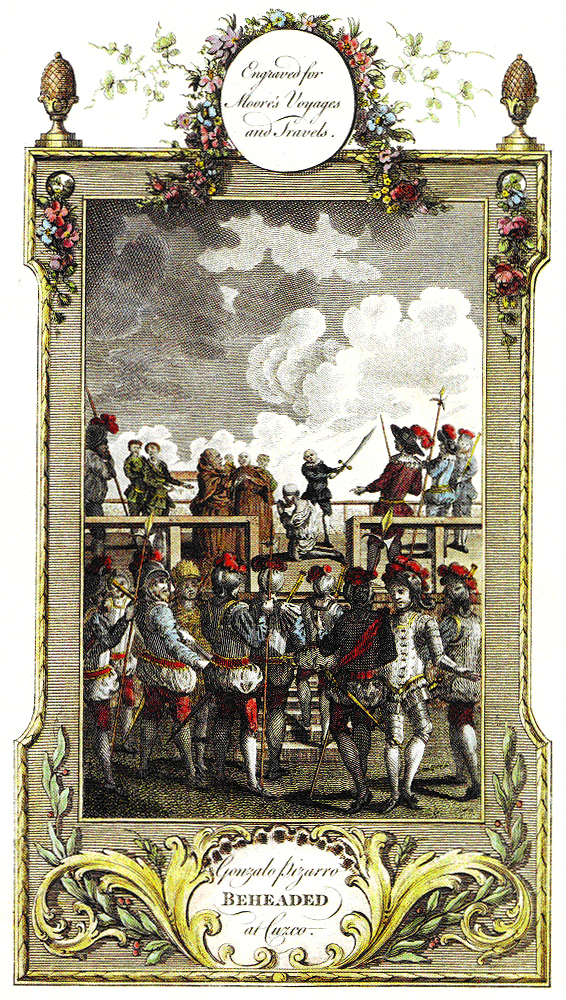
Ilustración del siglo XVIII que representa la decapitación de Gonzalo Pizarro, jefe de la rebelión de los encomenderos de 1544.

Mientras que Gonzalo reunió en el Cuzco un ejército de 900 soldados y esperó a su adversario. Ambos ejércitos se enfrentaron en la batalla de Jaquijahuana, en la pampa de Anta o Sacsahuana, el 9 de abril de 1548. En realidad no hubo batalla sino el desbande de las fuerzas gonzalistas que se pasaron al ejército de Gasca. La deserción la iniciaron el oidor Cepeda y el capitán Sebastián Garcilaso de la Vega (padre del Inca historiador). La derrota de Gonzalo Pizarro se consumó pues, debido a "...la traición de sus hombres, quienes se pasaron al lado de las tropas de los leales al rey...", viendo probablemente innecesaria la lucha, toda vez que las encomiendas habían sido restauradas.
Gonzalo Pizarro fue tomado preso, al igual que su lugarteniente Francisco de Carvajal y los demás capitanes rebeldes. Todos fueron decapitados al siguiente amanecer, a excepción de Carvajal, que por ser plebeyo fue ahorcado. Las cabezas de Gonzalo y Carvajal fueron enviadas a Lima y expuestas perpetuamente en la Plaza Principal, dentro de unas jaulas de hierro.
Tras su victoria, Pedro de la Gasca eliminó las gobernaciones de Nueva Castilla y Nueva Toledo. También redistribuyó las encomiendas existentes en el Perú el 16 de agosto de 1548, en el llamado “Reparto de Guaynamarina”, que fue un instrumento destinado a establecer una aristocracia de encomenderos, reducidos en número y económicamente poderosos, alrededor de los cuales debería girar la sociedad colonial. Aparentemente, La Gasca no pudo satisfacer del todo a sus leales, lo que generó nuevos descontentos. Dejando este germen de descontento, La Gasca retornó a España llevando un valioso cargamento de metales preciosos (1550).

## Últimas rebeliones
Evidentemente, Pedro de La Gasca, al eliminar las encomiendas antiguas y dárselas a nuevos dueños, no logró contentar a todos; muchos consideraron no haber sido lo suficientemente recompensados por sus servicios durante las guerras civiles. Y muchos más quedaron con las manos vacías. A estos últimos se les ofreció “entradas”, es decir, expediciones a regiones aún desconocidas, como la selva amazónica. Pero aun así las revueltas continuaron, por la cantidad de aventureros españoles que seguían afluyendo al Perú.

### Rebeliones en el Cuzco y en Charcas
Cuando La Gasca retornó a España, la Real Audiencia de Lima presidida por el oidor Andrés de Cianca se encargó del gobierno, a la espera de la llegada del nuevo Virrey nombrado por la Corona. Durante este interregno ocurrió el primer motín de Francisco Hernández Girón. Este personaje, descontento con la encomienda que le había otorgado La Gasca, alborotó la ciudad del Cuzco. Fue apresado y enviado a Lima. Para apaciguarle, los oidores le concedieron el mando de la expedición o “entrada” al país de los Chunchos, la región selvática al este del Cuzco (20 de enero de 1550). Hernández Girón retornó al Cuzco para preparar la expedición pero entonces tuvo un enfrentamiento con el corregidor Juan de Saavedra y terminó encarcelado, acusado de traición. Estuvo cerca de ser ejecutado, pero fue enviado nuevamente a Lima (28 de junio). Los oidores lo absolvieron y lo dejaron libre. Lo que fue un grave error, si se tiene en cuenta que tres años después dicho caudillo encabezaría una gran rebelión, como más adelante veremos.
El nuevo virrey enviado por la Corona, Antonio de Mendoza, hizo su entrada en Lima 12 de septiembre de 1551. Ya viejo y achacoso, este Virrey tuvo que enfrentar desde un comienzo el espinoso problema de los encomenderos descontentos y de españoles sin oficio que exigían tierras y beneficios. En noviembre de ese año se produjo en el Cuzco una revuelta encabezada por los hidalgos Francisco de Miranda, Alonso de Barrionuevo y Alonso Hernández Melgarejo. La Audiencia envió al Cuzco al mariscal Alonso de Alvarado, investido con el oficio de Corregidor y Justicia Mayor. Alvarado entró en la ciudad imperial el 3 de diciembre de 1551, ocasionando la fuga de la mayor parte de los revoltosos. No obstante, ajustició a los tres nombrados cabecillas, desterró del Perú a otros y envió preso a alguno.
Pero lo que caldeó más los ánimos de los encomenderos fue la supresión del “servicio personal” de los indios, o sea el aprovechamiento gratuito de su mano de obra por parte de los encomenderos. Esta medida había sido ordenada desde la metrópoli hacia dos años, y más aún, Mendoza trajo una Real Cédula confirmatoria de tal orden, pero se dejó sin efecto en el Perú por temor al estallido de revueltas. No obstante, los magistrados de la Real Audiencia de Lima resolvieron que no debía posponerse más la aplicación de dicha medida, y el 23 de junio de 1552 libraron una provisión aboliendo el trabajo no remunerado de los nativos. Mendoza avaló la decisión de los oidores, en quienes prácticamente había delegado el mando. 
Dicha medida provocó, como era de esperar, la furiosa protesta de los encomenderos. Se descubrió en Lima un plan de conspiración para apresar a los oidores y enviarlos a España luego que falleciese el Virrey, que se hallaba muy enfermo y al borde de la muerte. Se sindicó como cabecilla del complot al general Pedro de Hinojosa, mas este caudillo supo congraciarse a tiempo con los oidores y quien fue ajusticiado fue su lugarteniente Luis de Vargas. 
Muchos descontentos que residían en el Cuzco pasaron a Charcas (actual Bolivia) donde fraguaron una nueva rebelión, pero Mendoza ya no se enteraría de ello. El anciano virrey murió en el palacio de Lima, el 21 de julio de 1552. La Audiencia tomó el mando del Virreinato, presidido nuevamente por el oidor Andrés de Cianca. Este falleció el 11 de abril de 1553, reemplazándole Melchor Bravo de Saravia en su condición de oidor decano.
En Charcas se alzaron Sebastián de Castilla (en La Plata) y Egas de Guzmán (en Potosí). Castilla asesinó al corregidor Pedro de Hinojosa, el 6 de marzo de 1553. Para reprimir a los rebeldes, fue enviado el mariscal Alonso de Alvarado, quien entonces ejercía como corregidor en el Cuzco. Alvarado llegó a La Paz, donde comenzó a castigar a los rebeldes. En eso ocurrió el asesinato de Sebastián de Castilla, por obra de sus propios seguidores encabezados por Vasco de Godínez. La Plata alzó entonces la bandera por el Rey y Godínez fue apresado. Alvarado pasó a Potosí (agosto de 1553) para reprimir a los seguidores de Egas de Guzmán, quien fue apresado, enjuiciado y ejecutado. Otros cabecillas rebeldes fueron también ajusticiados y el resto de los implicados fueron sentenciados a destierro y galeras.

### La rebelión de Francisco Hernández Girón

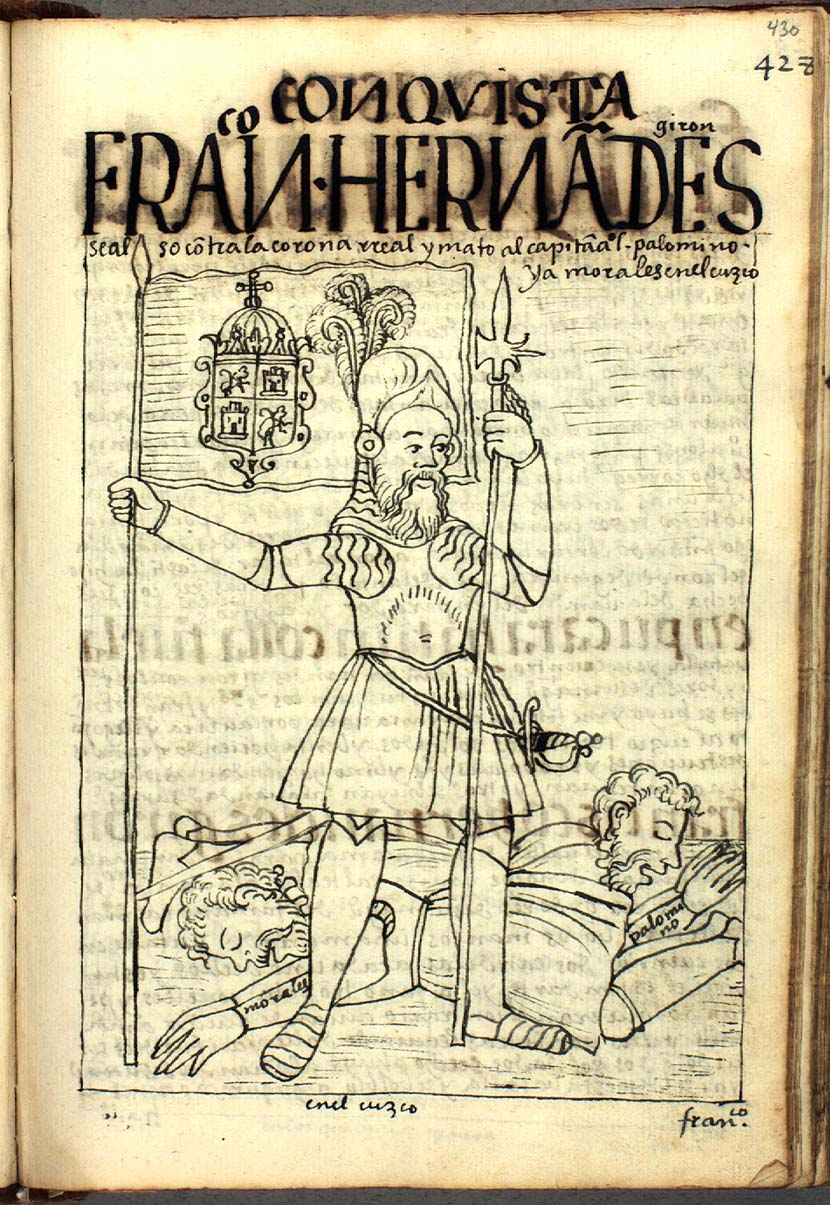
Francisco Hernández Girón alzándose en el Cuzco, según dibujo de Guaman Poma de Ayala.

Pero la verdadera prueba de fuego de la audiencia gobernadora presidida por Bravo de Saravia fue enfrentar la tremenda rebelión de Francisco Hernández Girón, que estalló en el Cuzco, el 12 de noviembre de 1553. Los rebeldes clamaban el grito de “libertad”, pero este significaba, en verdad, nada más que la exigencia de poder abusar de los indios a su capricho, al querer que se aboliera la prohibición del trabajo personal de aquellos. La rebelión se hizo también en nombre de los "españoles pobres", gracias a los cuales se había efectuado la conquista del Perú. Incluso se acuñó una moneda que en latín decía: "Y los pobres serán saciados".
El 17 de noviembre de 1553 Girón fue investido como procurador general y justicia mayor del Perú. Eligió como su maestre de campo a Diego de Alvarado el Malo. Tras dominar todo el sur del Virreinato del Perú, salió con su ejército rumbo a Lima, el 4 de enero de 1554. El 27 de enero entraba en Huamanga y el 28 del mes siguiente en Jauja.
Mientras tanto, la Real Audiencia formó a toda prisa un ejército. Como maestre de campo fue nombrado Pablo de Meneses, mientras que la capitanía general la compartieron el oidor Hernando de Santillán y el arzobispo de Lima Gerónimo de Loayza, pese a que ambos no eran militares. Luego de una serie de movimientos ambos ejércitos se encontraron en las pampas de Villacurí (actual región Ica), saliendo vencedor Girón (31 de marzo de 1554).
De otro lado, el capitán Alonso de Alvarado, que se hallaba en Charcas, al enterarse de la rebelión de Girón, alzó la bandera del rey y marchó sobre el Cuzco, donde entró el 30 de marzo de 1554. Enterado de ello, Girón subió a la sierra, y fue en busca de Alvarado a quien encontró en Chuquinga (Aymaraes, en la actual región de Apurímac). Se libró allí la batalla de Chuquinga, el 21 de mayo de 1554, obteniendo Girón su victoria más sonada, mientras que Alvarado huyó a Lima, muy deprimido ante tal revés.
La Real Audiencia se repuso de tales reveses y logró reunir pronto fuerzas suficientes, que salieron de Lima y se adentraron en la sierra, en busca de los rebeldes. Girón se retiró a Pucará (en la actual región de Puno), en cuyas ruinas preincaicas se encastilló. Hasta allí le siguió el ejército comandado por los oidores y se libró la batalla de Pucará (8 de octubre de 1554). Girón fue derrotado y escapó del campo de batalla, pero posteriormente fue cogido en Jauja y llevado a Lima. Allí fue juzgado y condenado a muerte, siendo decapitado el 7 de diciembre. Su cabeza fue colocada en una jaula y colgada en la picota de la Plaza principal, junto con las calaveras de Gonzalo Pizarro y Francisco de Carvajal, los líderes rebeldes ajusticiados en 1548.
El nuevo virrey, Andrés Hurtado de Mendoza, entró en la capital del Virreinato el 29 de junio de 1556, encargándose de liquidar los últimos restos de rebeldía. Mandó de vuelta a España a los principales revoltosos, mientras que a los más peligrosos los hizo ajusticiar. A partir de entonces, la autoridad real representada por el Virrey ya no fue discutida por nadie.